# Диосмийгадолиний
Диосмийгадолиний — бинарное неорганическое соединение, интерметаллид
осмия и гадолиния
с формулой GdOs2,
кристаллы.

## Получение
- Сплавление стехиометрических количеств чистых веществ:

{\displaystyle {\mathsf {2\,Os+Gd\ {\xrightarrow {T}}\ GdOs_{2}}}}

## Физические свойства
Диосмийгадолиний образует кристаллы
гексагональной сингонии,
пространственная группа P 63/mmc,
параметры ячейки a = 0,5319 нм, c = 0,8838 нм, Z = 4,
структура типа дицинкмагния MgZn2 (фаза Лавеса)
.